# Seznam kostelů a kaplí ve Znojmě
Seznam kostelů a kaplí ve Znojmě je seznam sakrálních staveb ve Znojmě.

## Kostely
- kostel svatého Mikuláše
- Kostel Nalezení svatého Kříže
- Jezuitský Kostel svatého Michala
- Kostel svaté Alžběty
- Kostel svatého Hippolyta
- Kostel svatého Rostislava
- Kostel svatého Antonína Paduánského
- Kostel svatého Jana Křtitele
- Rotunda svaté Kateřiny
- Kostel Nanebevzetí Panny Marie a svatého Václava

## Zaniklé kostely
- tzv. kostel č. I ve Znojmě-Hradišti
- Kostel svaté Kateřiny, případně Kostel svaté Alžběty na Horním předměstí

## Kláštery
- Dominikánský klášter při kostele Nalezení svatého Kříže
- Minoritský klášter
- premonstrátský Loucký klášter
- Kapucínský klášter

## Kaple
- Kaple svatého Václava
- Kaple v území městské části Louka
- Hřbitovní kaple v městské části Hradiště
- Kaple proroka Eliáše v městské části Hradiště, nedaleko kostela sv. Antonína Paduánského
- Kaple svatého Jana Nepomuckého v Napajedlech
- Kaple na Jezuitském náměstí
- Kaple na Mikulášském náměstí
- Výklenková kaple na Suchohrdelské ulici
- Výklenková kaple v centru Znojma
- Výklenková kaple na Mašovické silnici
- Výklenková kaple v Šaldorfu
- Křížová cesta tvořená 14 výklenkovými kaplemi z 2. poloviny 17. století